# Centro Cultural y de Convenciones José Eustasio Rivera
El Centro Cultural y de Convenciones José Eustasio Rivera más conocido (localmente) como Centro de Convenciones , es un moderno complejo multifuncional de trascendencia nacional; ubicado en Cra. 5 n.º 21 – 81 de la ciudad de Neiva (Colombia).
Consta de tres bloques y plazoletas (con capacidad para albergar hasta 15.000 personas), asimismo tiene acceso sub-terráneo al parqueadero y a una institución de carácter departamental. Es utilizado para múltiples eventos, asimismo es sede de la Secretaría de Cultura departamental, la Academia Huilense de Historia con la Salas Huila y de Autores Huilenses, la 'Emisora Cultural del Huila, el Museo Arqueológico Regional, Museo de Arte Contemporáneo del Huila y la Biblioteca Departamental Olegario Rivera.
Su construcción se inició en 1988 por determinación del gobierno departamental (de entonces) con motivo del natalicio del escritor huilense José Eustasio Rivera (a quien el complejo debe su nombre). La construcción terminó en 1994.
|                                | Norte: Aeropuerto Benito Salas                        | |
| Oeste: Malecón - Río Magdalena |                                                       | Este: Estadio Guillermo Plazas Alcid Novena brigada del Ejército de Colombia Hospital Universitario de Neiva |
|                                | Sur: Gobernación del Huila Zona céntrica de la ciudad | |